# The Time (The Dirty Bit)
The Time (The Dirty Bit) (pol. „Czas (Nieprzyzwoity Kawałek)”) – pierwszy singel amerykańskiej grupy muzycznej Black Eyed Peas, pochodzący z jej szóstego albumu studyjnego The Beginning. Piosenkę wydano 5 listopada 2010, przez Interscope. Zawiera ona sampel utworu „(I’ve Had) The Time of My Life”, użytego w filmie „Dirty Dancing”.

## Lista utworów

### Digital download
1. „The Time (The Dirty Bit) – 5:08

### German CD single
1. „The Time (The Dirty Bit)” – 4:14
2. „The Time (The Dirty Bit)” – 5:08